# Oleoquímico
Un oleoquímico (De latín: oleum “aceite de oliva”) es una sustancia química derivada de grasas vegetales y animales. Es análogo a los productos petroquímicos derivados del petróleo.
La formación de sustancias oleoquímicas básicas como ácidos grasos, ésteres metílicos de ácidos grasos (FAME), alcoholes grasos, aminas grasas y gliceroles se produce mediante varias reacciones químicas y enzimáticas. Las sustancias químicas intermedias producidas a partir de estas sustancias  oleoquímicas básicas incluyen etoxilatos de alcohol, sulfatos de alcohol, sulfatos de éter alcohol, sales de amonio cuaternario, monoacilgliceroles (MAG), diacilgliceroles (DAG), triacilgliceroles estructurados (TAG), ésteres de azúcar, y otros productos oleoquímicos.
A medida que el precio del petróleo crudo aumentó a finales de los años 1970s, los fabricantes cambiaron de productos petroquímicos a oleoquímicos porque los aceites láuricos de origen vegetal procesados a partir de aceite de almendra de palma eran más baratos. Desde entonces, el aceite de almendra de palma es utilizado principalmente en la producción de detergente de ropa y artículos de cuidado personal como pasta de dientes, barras de jabón, crema de baño  y champú.

## Procesos
Los procesos importantes en la fabricación oleoquímica incluyen la  hidrólisis y la transesterificación, entre otros.

### Hidrólisis
La división (o hidrólisis) de los triglicéridos produce ácidos grasos y glicerol:
RCO2CH2–CHO2CR–CH2O2CR + 3 H2O → 3 RCOOH +  HOCH2–CHOH–CH2OH
La adición de base ayuda a que la reacción proceda más rápido, siendo el proceso saponification.

### Transesterificación
Las grasas reaccionan con alcoholes (R'OH) en lugar de con agua en hidrólisis en un proceso llamado transesterificación.El Glycerol se produce junto con los ésteres de ácidos grasos. Más típicamente, la reacción implica el uso de metanol (MeOH) para dar ésteres metilicos de ácidos grasos:
RCO2CH2–CHO2CR–CH2O2CR + 3 MeOH   → 3 RCO2Me  +  HOCH2–CHOH–CH2OH
Las FAMEs son menos viscosos que las grasas precursoras y puede purificarse para dar los ésteres de ácidos grasos insividuales, p. ej. oleato de metilo vs palmitato de metilo.

### Hidrogenación
El ácido graso o los ésteres grasos producidos por estos métodos pueden ser transformados. Por ejemplo, la hidrogenación convierte los ácidos grasos insaturados en ácidos grasos saturados. Los ácidos o los ésteres también pueden ser reducidos a alcoholes grasos.  Para algunas aplicaciones, los ácidos grasos se convierten en nitrilos grasos.  Hidrogenado de estos nitrilos da aminas grasas, los cuales tienen una variedad de aplicaciones.

## Aplicaciones
La aplicación más grande para oleoquímicos, aproximadamente 30% de participación de mercado para ácidos grasos y 55% para alcoholes grasos, es para hacer jabones y detergentes.: 21  El ácido láurico, usado para producir lauril sulfato de sodio y compuestos relacionados, los cuales se usan para hacer jabones y otros productos de cuidado personal.
Otras aplicaciones de oleoquímicos incluyen la producción de lubricantes, solventes, biodiésel y bioplásticos. Debido al uso de ésteres de metilo en la producción de biodiésel,  representan el más rápidos creciendo subsector de  producción oleoquímica en años recientes.: 15 

## Desarrollo de la industria oleoquímica

### Europa
A través de la creación de Novance en 1996 y la adquisición de Oleon en 2008, Avril Group ha dominado el mercado europeo de la oleoquímica.

### Al sureste Asia
El rápido crecimiento de la producción de aceite de palma y aceite de almendra de palma en los países del sureste asiático en la década de 1980 impulsó a la industria oleoquímica en Malasia, Indonesia y Tailandia. 
Se construyeron muchas plantas oleoquímicas. Aunque era una industria naciente y pequeña cuando se enfrentaba a grandes gigantes de detergentes en los Estados Unidos y Europa, las compañías de productos oleoquímicos en el sureste de Asia tenían una ventaja competitiva en ingredientes baratos. 
La industria química de grasas de EE. UU. encontró difícil mantener constantemente niveles aceptables de ganancias. 
La competencia fue intensa y las cuotas de mercado se dividieron entre muchas empresas, ya que ni las importaciones ni las exportaciones tuvieron un papel importante. A fines de la década de 1990, gigantes como Henkel, Unilever y Petrofina vendieron sus fábricas de productos oleoquímicos para enfocarse en actividades de mayor beneficio como la venta minorista de bienes de consumo. Desde el brote en Europa de la "enfermedad de las vacas locas" o (encefalopatía espongiforme bovina) en 2000, el sebo se reemplaza para muchos usos con ácidos grasos oleicos vegetales, como el aceite de palma y el aceite de coco.: 24 